# Mistrzostwa Świata w Piłce Nożnej 2014 (eliminacje strefy CAF)/Grupa C

## Tabela
| Lp. | Drużyna                  | M | Mecze | Mecze | Mecze | Bramki | Bramki | Bramki | Pkt |
| Lp. | Drużyna                  | M | W     | R     | P     | +      | −      | +/−    | Pkt |
| --- | ------------------------ | - | ----- | ----- | ----- | ------ | ------ | ------ | --- |
| 1.  | Wybrzeże Kości Słoniowej | 6 | 4     | 2     | 0     | 15     | 5      | +10    | 14  |
| 2.  | Maroko                   | 6 | 2     | 3     | 1     | 9      | 8      | +1     | 9   |
| 3.  | Tanzania                 | 6 | 2     | 0     | 4     | 8      | 12     | −4     | 6   |
| 4.  | Gambia                   | 6 | 1     | 1     | 4     | 4      | 11     | −7     | 4   |

## Mecze
| 2 czerwca 2012 18:30 | Gambia · Jammeh 16' | 1:1(1:0) | Maroko · 76' Kharja | Independence Stadium, Bakau Widzów: 15,000 Sędzia: Néant Alioum |
|                      |                     |          |                     |                                                                 |

| 2 czerwca 2012 19:00 | Wybrzeże Kości Słoniowej · Kalou 18' · Drogba 80' | 2:0(1:0) | Tanzania | Stade Félix Houphouët-Boigny, Abidżan Widzów: 15,000 Sędzia: Slim Jedidi |
|                      |                                                   |          |          |                                                                          |

| 9 czerwca 2012 22:00 | Maroko · Kharja 41' (k) · Abourazzouk 89' | 2:2(1:1) | Wybrzeże Kości Słoniowej · 8' Kalou · 60' K. Touré | Stade de Marrakech, Marrakesz Widzów: 36,000 Sędzia: Ghead Grisha |
|                      |                                           |          |                                                    |                                                                   |

| 10 czerwca 2012 15:00 | Tanzania · Kapombe 60' · Nyoni 84' (k) | 2:1(0:1) | Gambia · 7' Ceesay | Benjamin Mkapa National Stadium, Dar es Salaam Widzów: 20,000 Sędzia: Ruzive Ruzive |
|                       |                                        |          |                    |                                                                                     |

| 23 marca 2013 18:00 | Wybrzeże Kości Słoniowej · Bony 49' (k) · Y. Touré 59' · Kalou 70' | 3:0(0:0) | Gambia | Stade Félix Houphouët-Boigny, Abidżan Widzów: 20,000 Sędzia: Eric Otogo-Castane |
|                     |                                                                    |          |        |                                                                                 |

| 24 marca 2013 13:00 | Tanzania · Ulimwengu 46' · Samata 67' 80' | 3:1(0:0) | Maroko · 90+4' El-Arabi | Benjamin Mkapa National Stadium, Dar es Salaam Widzów: 40,000 Sędzia: Hélder Martins de Carvalho |
|                     |                                           |          |                         |                                                                                                  |

| 8 czerwca 2013 18:30 | Gambia | 0:3(0:1) | Wybrzeże Kości Słoniowej · 12' Traoré · 62' Bony · 90' Y. Touré | Independence Stadium, Bakau Widzów: 24,000 Sędzia: Janny Sikazwe |
|                      |        |          |                                                                 |                                                                  |

| 8 czerwca 2013 22:00 | Maroko · Hamdallah 40' (k) · El-Arabi 51' | 2:1(1:0) | Tanzania · 61' Kiemba | Stade de Marrakech, Marrakesz Widzów: 15,000 Sędzia: Daniel Bennett |
|                      |                                           |          |                       |                                                                     |

| 15 czerwca 2013 22:00 | Maroko · Barrada 4' · Belhanda 51' | 2:0(1:0) | Gambia | Stade de Marrakech, Marrakesz Widzów: 15,000 Sędzia: Mohamed Hussein El-Fadil |
|                       |                                    |          |        |                                                                               |

| 16 czerwca 2013 14:00 | Tanzania · Kiemba 2' · Ulimwengu 35' | 2:4(2:3) | Wybrzeże Kości Słoniowej · 13' Traoré · 23', 44' (k) Y. Touré · 90+3' Bony | Benjamin Mkapa National Stadium, Dar es Salaam Widzów: 60,000 Sędzia: Mehdi Abid Charef |
|                       |                                      |          |                                                                            |                                                                                         |

| 7 września 2013 18:30 | Gambia · Jarju 45' 51' | 2:0(1:0) | Tanzania | Independence Stadium, Bakau Widzów: 10,000 Sędzia: Hudu Munyemana |
|                       |                        |          |          |                                                                   |

| 7 września 2013 19:00 | Wybrzeże Kości Słoniowej · Drogba 83' (k) | 1:1(0:0) | Maroko · 53' El-Arabi | Stade Félix Houphouët-Boigny, Abidżan Widzów: 20,000 Sędzia: Bernard Camille |
|                       |                                           |          |                       |                                                                              |